# Reinhardsbrunn

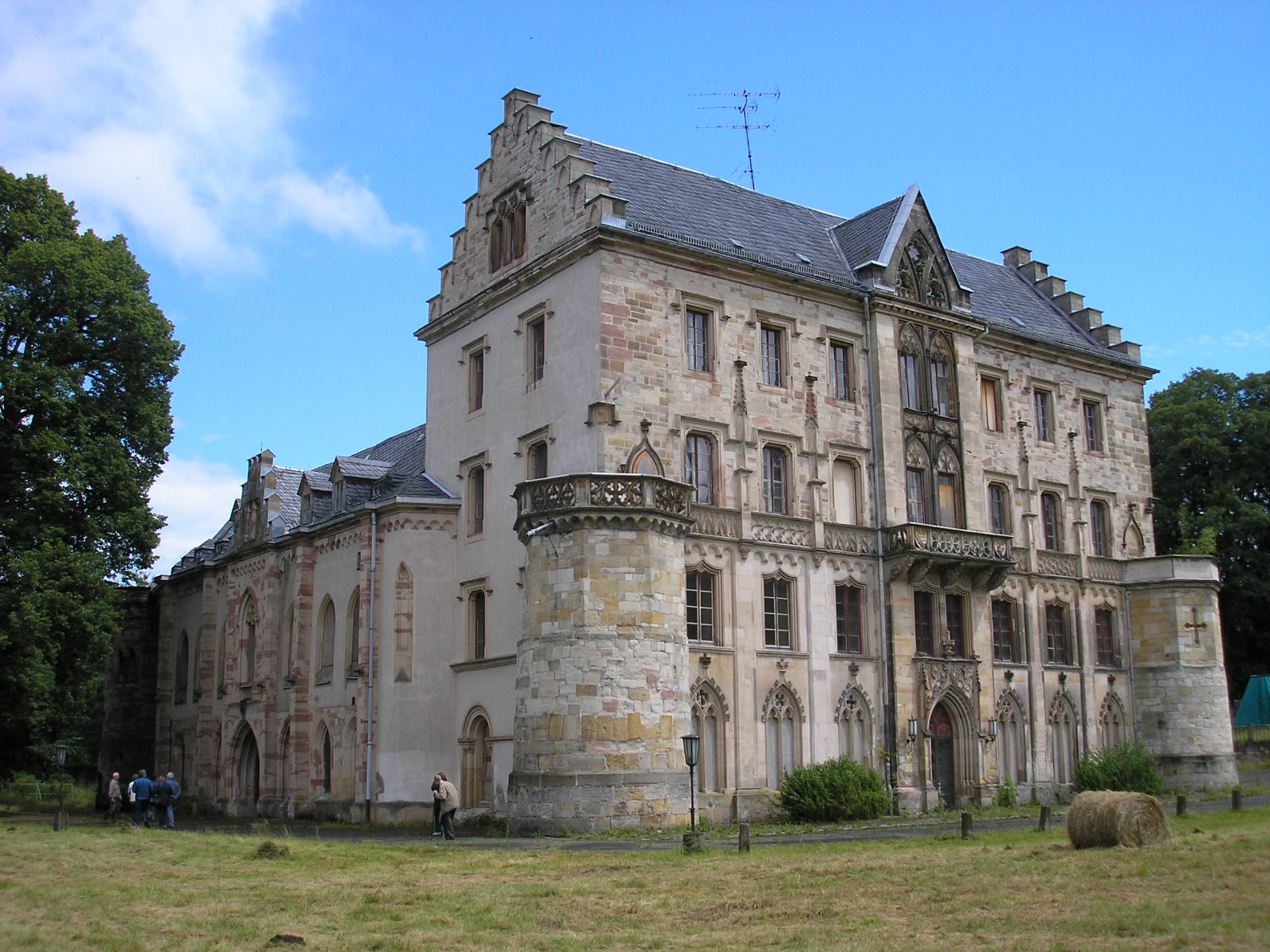
El castillo de Reinhardsbrunn

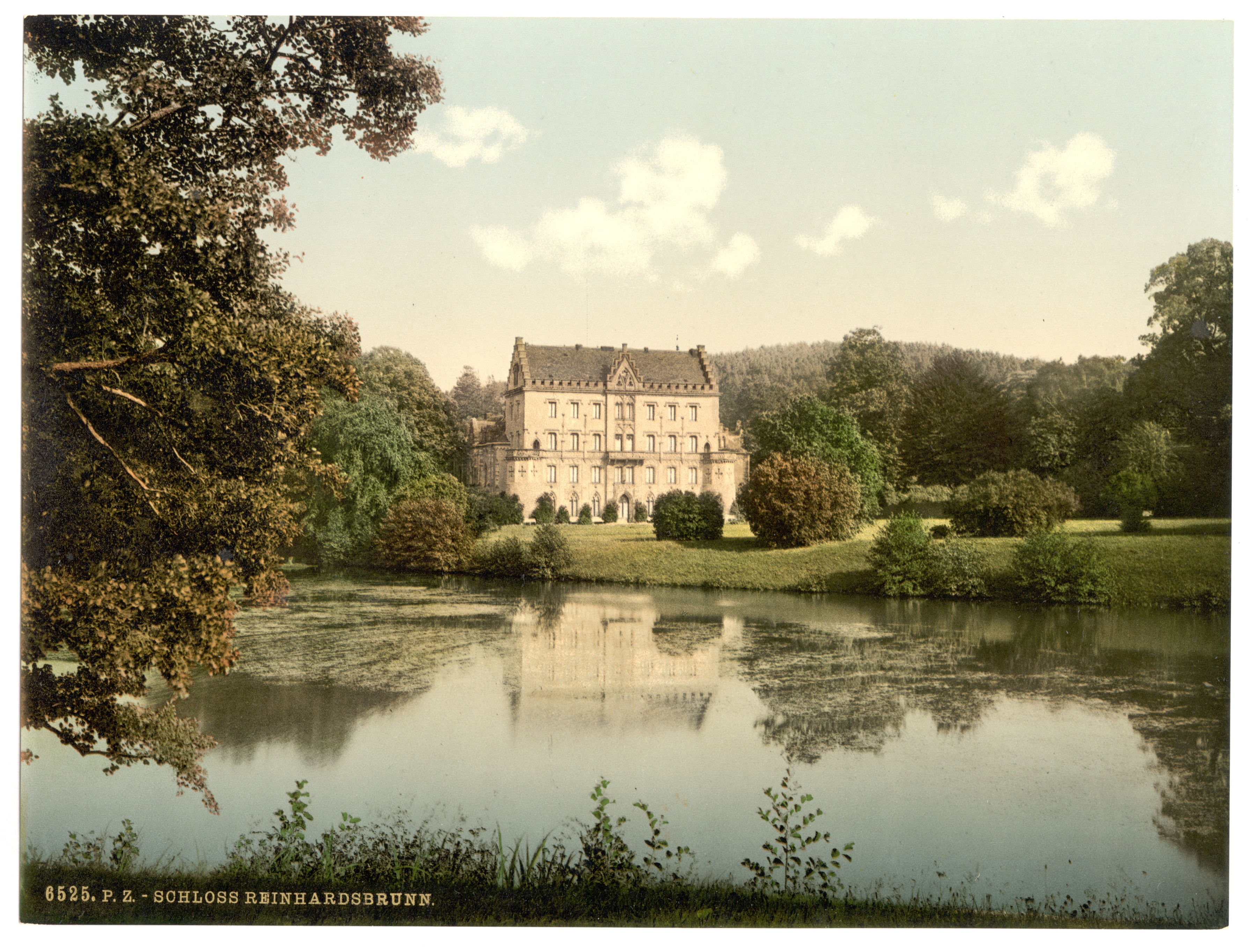
El palacio de Reinhardsbrunn a finales del

Reinhardsbrunn en Friedrichroda, cerca de Gotha, Turingia, Alemania, es el emplazamiento de una antigua abadía benedictina, existente entre 1085 y 1525, y, desde 1827, el de un palacio con parque perteneciente a la familia Sajonia-Coburgo-Gotha.

## Monasterio

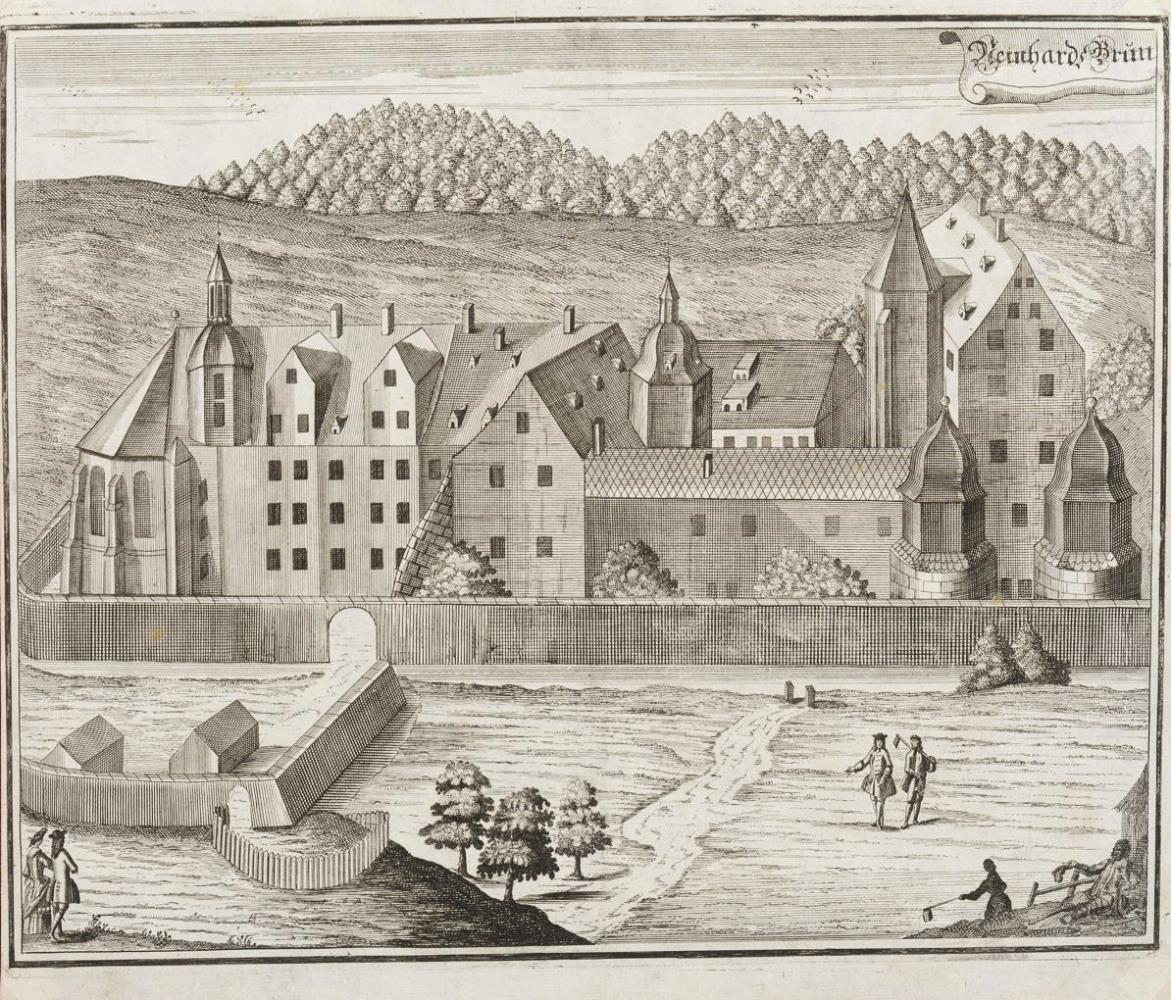
Reinhardsbrunn Kupferstich,1717.

La abadía de Reinhardsbrunn (en alemán Kloster Reinhardsbrunn) era una abadía de la Orden benedictina, fundada en 1085 por Luis II Conde de Turingia, en medio de la Querella de las Investiduras y las Reformas de Hirsau, con las que estaba íntimamente ligada. El monasterio estuvo bajo la protección papal desde 1093.
Era también importante por ser el monasterio familiar de los Condes de Turingia.
El monasterio fue saqueado en 1525 durante la guerra de los campesinos alemanes. Los monjes se refugiaron en Gotha, vendiéndose el lugar a los Electores de Sajonia, los cuales no cuidaron el monasterio, por lo que éste reducido a ruinas.

## Palacio y parque
En 1827, el duque Ernesto I de Sajonia-Coburgo-Gotha, que había heredado las tierras, construyó en ellas un palacete - Schloss Reinhardsbrunn - de estilo inglés, rodeado de un jardín. La familia real lo poseyó hasta la Segunda Guerra Mundial, cuando, tras un tiempo en manos del Estado, la casa y la finca fueron usadas como hospital militar por las fuerzas rusas y luego para diversas funciones, entre ellas la de hotel, por el gobierno de la República Democrática Alemana. Después de 1991, el palacio y su parque pasaron a manos privadas, aunque fue cerrado nuevamente en 2001.